# Ardašír II.
Ardašír II. byl perský velkokrál z rodu Sásánovců vládnoucí v letech 379–383. Jeho otcem byl podle části autorů král Hormizd II., podle jiných Šápúr II.
O Ardašírově vládě je známo jen málo podrobností a i ty jsou zčásti rozporuplné. Neví se například, zda na trůně setrval až do své smrti, či zda nebyl nakonec sesazen velmoži. Dochoval se však jeho reliéf u Ták-e Bústánu, kde je znázorněn spolu s Ahura Mazdou a Mithrou – jde o jedinou památku v Íránu s vyobrazením Mithry. Za Ardašíra II. sporadicky pokračovalo pronásledování křesťanů, započaté za vlády Šápúra II.